# Corso Garibaldi (Corbetta)
Corso Garibaldi, già Contrada del Corso, è la via principale di Corbetta, che si snoda attraverso il centro storico locale collegando la piazza del Santuario arcivescovile della Beata Vergine dei Miracoli di Corbetta con la Piazza del Popolo ove si trova Chiesa prepositurale di San Vittore martire.

## Descrizione
Il tracciato della via si trovava già incluso in buona parte nella città medievale, sviluppatosi poi ulteriormente con l'espansione dell'originaria cerchia muraria ad opera degli spagnoli nel Seicento.
La via, intitolata a Giuseppe Garibaldi dopo l'unità d'Italia, formava un tutt'uno con la titolazione della piazza della chiesa al re Vittorio Emanuele II ed alla vicina via Cavour. Essa si origina all'altezza della piazza del santuario aprendo uno sbocco all'interno di blocchi di case di antica formazione ma quasi completamente ricostruite tra Settecento ed Ottocento. La prima piazzuola (creata all'altezza con via Cattaneo) costituiva il primo slargo scenografico in direttiva con il campanile della collegiata che, per le sue dimensioni, è visibile anche da molto lontano.
Proseguendo, prima di giungere a Piazza del Popolo, si trova un gruppo di case (via Matteotti) ascrivibili al periodo spagnolo (XVII secolo) ed altre corti settecentesche.
Nell'Ottocento vennero introdotti su Corso Garibaldi i primi lampioni a petrolio della città di Corbetta, oggi sostituiti da moderna illuminazione elettrica.